# Got7
Got7 (hangul: 갓세븐) är ett sydkoreanskt pojkband bildat år 2014 av JYP Entertainment. Got7 finns inte längre under JYP.  JYP Entertainment släppte ett uttalande om att gruppen officiellt skulle lämna JYP entertainment den 19 januari 2021,  efter utgången av deras kontrakt. Gruppen har emellertid uppgivit att den kommer att fortsätta som en grupp men under olika företag.
Gruppen består av de sju medlemmarna Mark, JB, Jackson, Jinyoung, Youngjae, BamBam och Yugyeom.

## Medlemmar
| Artistnamn   | Artistnamn | Födelsenamn        | Födelsenamn   | Födelsedatum      |
| Romanisering | Hangul     | Romanisering       | Hangul        | Födelsedatum      |
| ------------ | ---------- | ------------------ | ------------- | ----------------- |
| Mark         | 마크       | Mark Yi-en Tuan    | 段宜恩        | 4 september 1993  |
| JB           | 제이비     | Im Jae-bum         | 임재범        | 6 januari 1994    |
| Jackson      | 잭슨       | Jackson Wang       | 王嘉爾        | 28 mars 1994      |
| Jinyoung     | 진영       | Park Jin-young     | 박진영        | 22 september 1994 |
| Youngjae     | 영재       | Choi Young-jae     | 최영재        | 17 september 1996 |
| BamBam       | 뱀뱀       | Kunpimook Bhuwakul | 깐피묵 푸어꾼 | 2 maj 1997        |
| Yugyeom      | 유겸       | Kim Yu-gyeom       | 김유겸        | 17 november 1997  |

## Diskografi

### Album
| Albuminformation                                                 | Topplacering          | Topplacering   |
| Albuminformation                                                 | Sydkorea (Gaon Chart) | Japan (Oricon) |
| Koreanska                                                        | Koreanska             | Koreanska      |
| ---------------------------------------------------------------- | --------------------- | -------------- |
| Got It? (EP-skiva) - Släppt: 20 januari 2014                     | 2                     | 71             |
| Got Love (EP-skiva) - Släppt: 23 juni 2014                       | 1                     | 72             |
| Identify (Studioalbum) - Släppt: 18 november 2014                | 1                     | 47             |
| Just Right (EP-skiva) - Släppt: 13 juli 2015                     | 3                     | 32             |
| Mad (EP-skiva) - Släppt: 30 september 2015                       | 1                     | 39             |
| Flight Log: Departure (EP-skiva) - Släppt: 21 mars 2016          | 1                     | 21             |
| Flight Log: Turbulence (Studioalbum) - Släppt: 27 september 2016 | 1                     | 23             |
| Flight Log: Arrival (EP-skiva) - Släppt: 13 mars 2017            | 1                     | 9              |
| 7 for 7 (EP-skiva) - Släppt: 10 oktober 2017                     | 1                     | 20             |
| Eyes On You (EP-skiva) - Släppt: 12 mars 2018                    | 1                     | 13             |
| Japanska                                                         |                       |                |
| Moriagatteyo (Studioalbum) - Släppt: 3 februari 2016             | —                     | 3              |
| Hey Yah (EP-skiva) - Släppt: 16 november 2016                    | —                     | 3              |
| Turn Up (EP-skiva) - Släppt: 15 november 2017                    | –                     | 3              |

### Singlar
| År        | Titel                 | Topplacering          | Topplacering   |
| År        | Titel                 | Sydkorea (Gaon Chart) | Japan (Oricon) |
| Koreanska | Koreanska             | Koreanska             | Koreanska      |
| --------- | --------------------- | --------------------- | -------------- |
| 2014      | "Girls, Girls, Girls" | 21                    | —              |
| 2014      | "A"                   | 16                    | —              |
| 2014      | "Stop Stop It"        | 25                    | —              |
| 2015      | "Just Right"          | 20                    | —              |
| 2015      | "If You Do"           | 9                     | —              |
| 2016      | "Fly"                 | 9                     | —              |
| 2016      | "Home Run"            | 62                    | —              |
| 2016      | "Hard Carry"          | 3                     | —              |
| 2017      | "Never Ever"          | 5                     | —              |
| 2017      | "You Are"             | 12                    | —              |
| 2018      | "One And Only You"    | 76                    | —              |
| 2018      | "Look"                | 15                    | —              |
| Japanska  |                       |                       |                |
| 2014      | "Around the World"    | —                     | 3              |
| 2015      | "Love Train"          | —                     | 4              |
| 2015      | "Laugh Laugh Laugh"   | —                     | 2              |
| 2016      | "Yo Morigatte Yo"     | —                     | 1              |
| 2016      | "Hey Yah"             | —                     | —              |
| 2017      | "My Swagger"          | —                     | 3              |
| 2018      | "THE New Era"         | —                     | 2              |